# Aeródromo

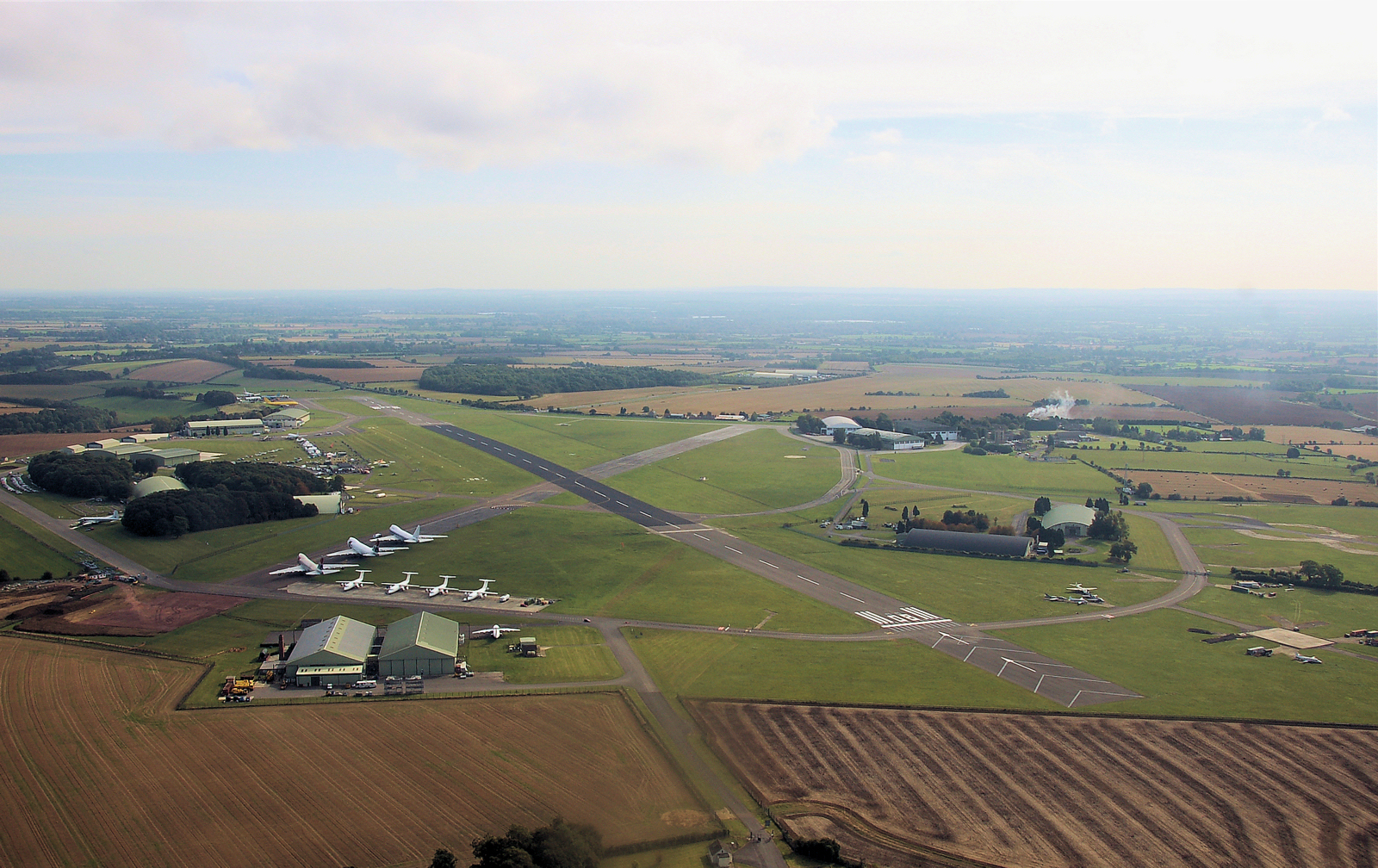
Aeropuerto de Cotswold, Gloucestershire, Inglaterra (anteriormente conocido como Aeropuerto de Kemble) desde un helicóptero Robinson R44

Un aeródromo es una área definida de tierra o agua (que incluye todas sus edificaciones, instalaciones y equipos) destinada total o parcialmente a la llegada, salida y movimiento en superficie de aeronaves. Puede estar dedicado a la aviación general, comercial o militar o una combinación de dos o más de estas.
Por el contrario, un aeropuerto es un aeródromo que cuenta con instalaciones permanentes dedicadas al transporte aéreo comercial.

## Tipos
- Aeropuerto
- Base aérea
- Pista de aterrizaje